# Ошкош
О́шкош (англ. Oshkosh) — город, административный центр округа Уиннебейго в американском штате Висконсин. Расположен при впадении реки Фокс в озеро Уиннебейго. Население — 66 тыс. жителей (2010). В Ошкоше родилась Мэй Эстер Питерсон Томпсон (1880—1952), американская оперная певица.
В XVII веке французские путешественники (начиная с Жана Николе) не раз проходили через то место, где ныне стоит Ошкош, следуя от Великих озёр в бассейн Миссисипи и обратно. В 1818 году основана торговая фактория, развившаяся к 1836 году в лесозаготовительное поселение с названием Афины (Athens). В 1838 году посёлок был переименован в Ошкош в честь вождя племени меномини, который уступил эти земли поселенцам.
В Ошкоше расположены Висконсинский университет в Ошкоше и единственный в округе оперный театр, построенный местными лесозаготовителями в 1883 году. Крупнейший завод принадлежит корпорации Oshkosh, специализирующейся на производстве грузовиков повышенной проходимости.
С 1970 года в Ошкоше проводится ежегодный слёт любителей авиации EAA AirVenture Oshkosh, организуемый Ассоциацией экспериментальной авиации (англ. Experimental Aircraft Association). Шоу-программа слёта привлекает множество участников и зрителей, на нём выступают пилотажные группы, демонстрируются на земле и в воздухе многочисленные летательные аппараты, современные и исторические, проводятся авиационные соревнования.

## Галерея

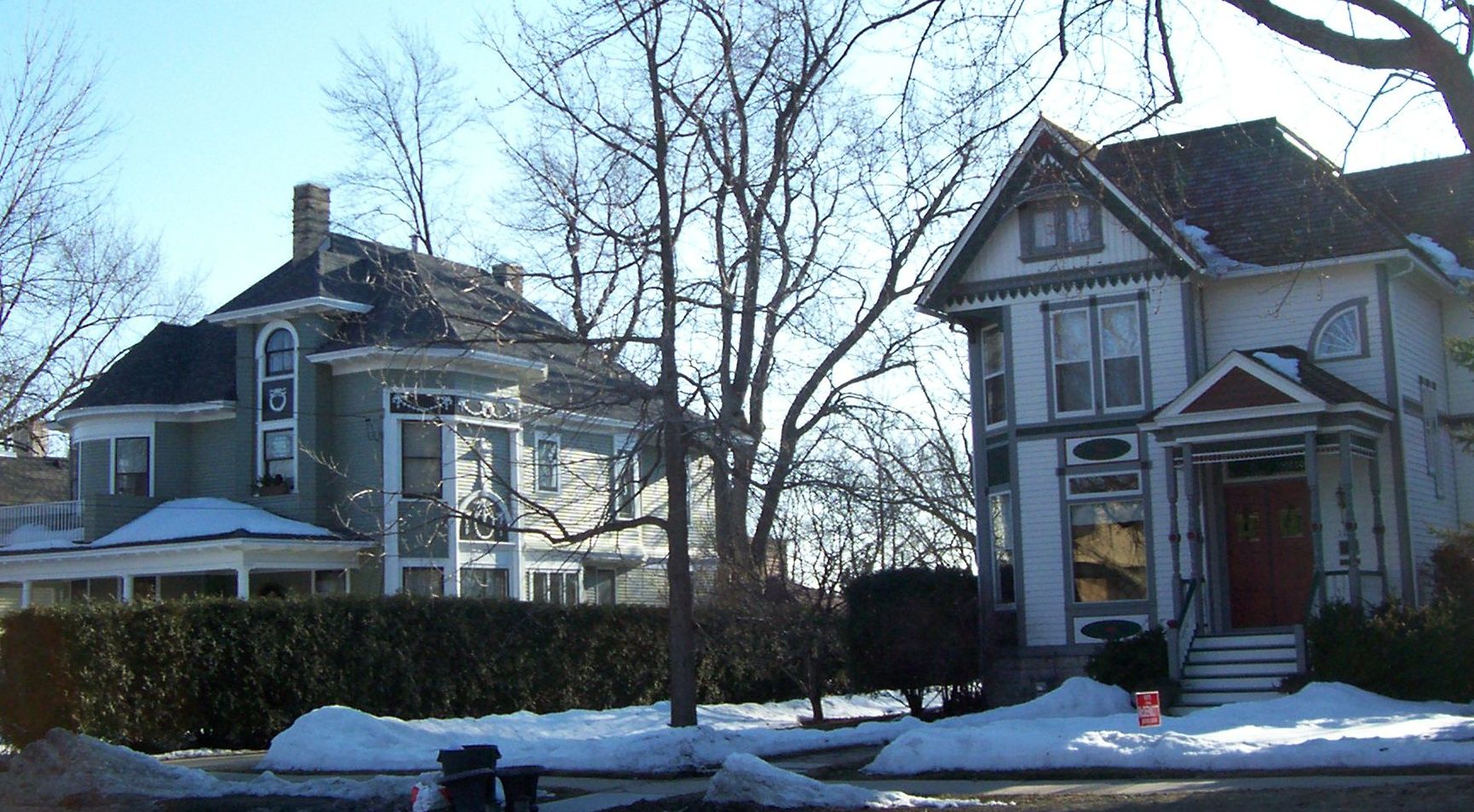
Бульвар со старинной застройкой, взятый под государственную охрану
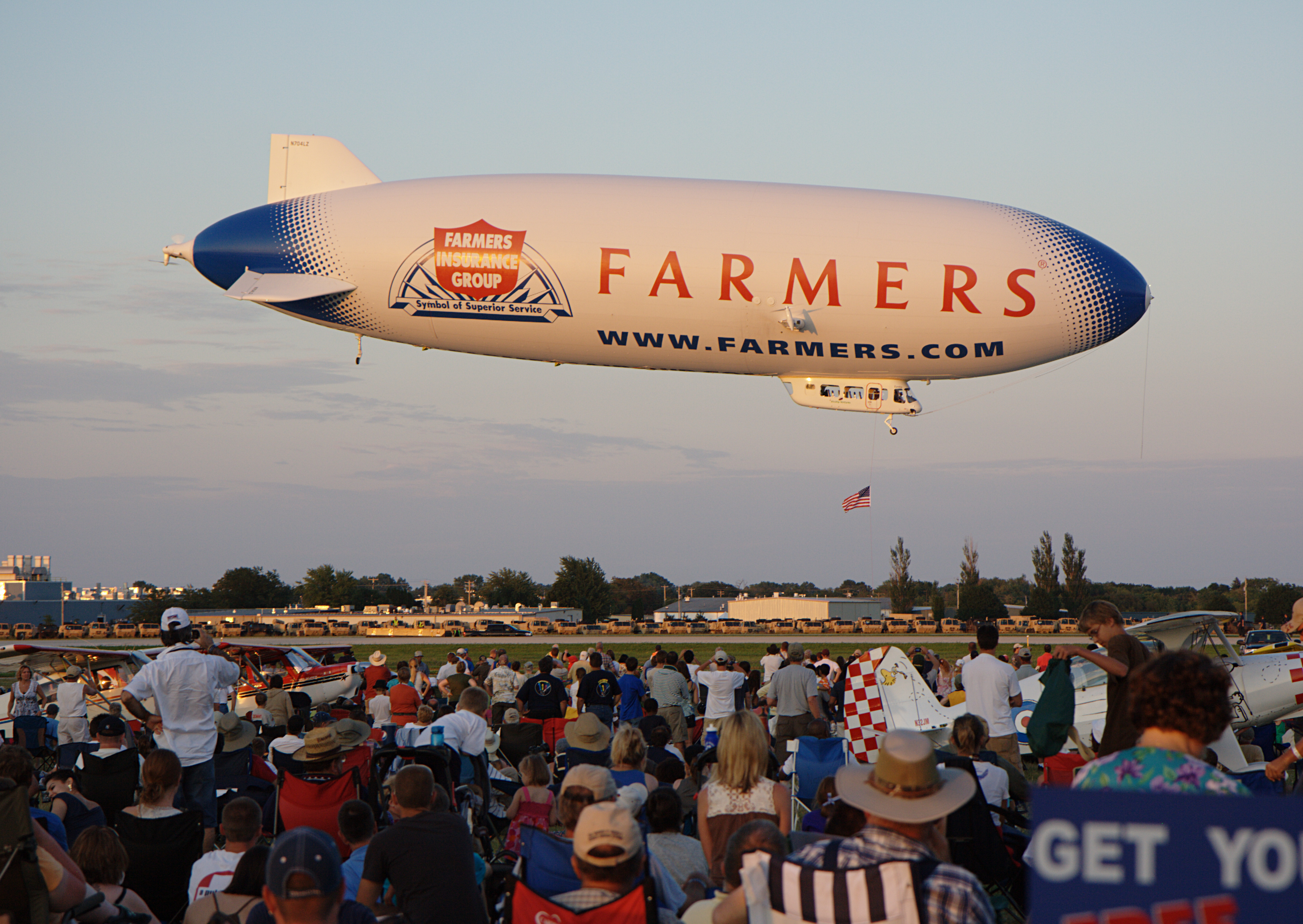
На авиашоу в Ошкоше, 2011 год
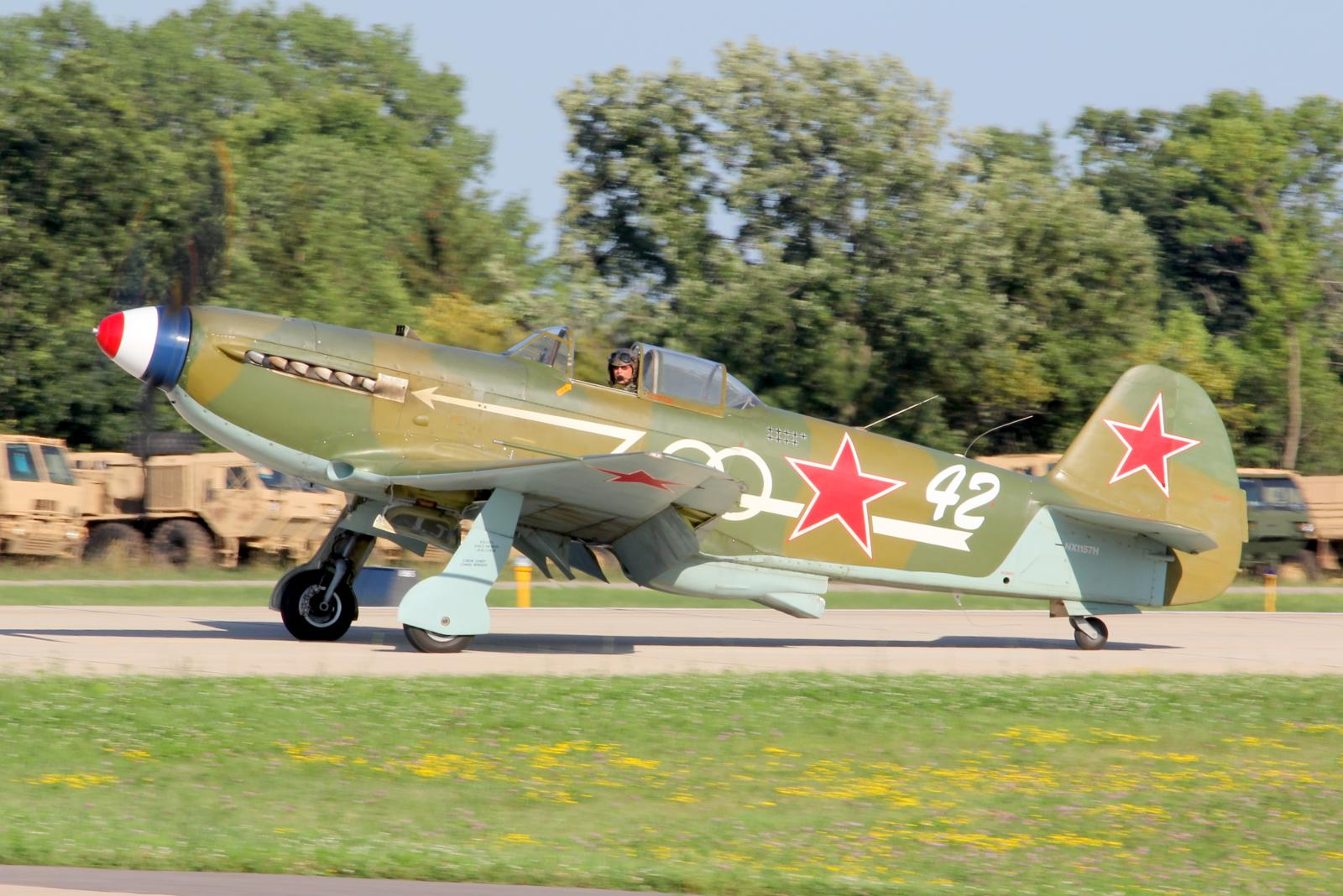
На авиашоу в Ошкоше, 2011 год